# 藤原家依
藤原 家依（ふじわら の いえより）は、奈良時代の公卿。藤原北家、左大臣・藤原永手の長男。官位は従三位・参議。

## 経歴
天平神護元年（764年）美濃介を務めていた際、称徳天皇の重祚に伴う大嘗祭で美濃国が由機（悠紀）に定められた事から、国守の小野竹良と共に昇叙され、家依は従五位下に叙爵される。翌天平神護2年（765年）式部少輔兼侍従に任ぜられる。こののち、父の左大臣・藤原永手が太政官の首班にある中で、家依も神護景雲3年（769年）正五位下次いで正五位上、神護景雲4年（770年）従四位下と、称徳朝末にかけて急速に昇進し、大和守・丹波守と地方官も兼帯した。
宝亀元年（770年）光仁天皇の即位に伴い従四位上に昇叙される。翌宝亀2年（771年）父の永手が没するが、家依は皇后宮大夫・式部大輔・治部卿・右衛門督を歴任する一方、宝亀6年（775年）正四位下、宝亀7年（776年）正四位上と昇進し、宝亀8年（777年）参議に任ぜられ公卿に列した。
天応元年（781年）従三位・兵部卿に叙任。桓武朝では、後任の参議であった大伴家持・藤原小黒麻呂・藤原種継らが次々と中納言に任ぜられる傍らで、家依は参議から昇進できないまま、延暦4年（785年）6月20日薨去。享年43。最終官位は参議兵部卿従三位兼侍従下総守。

## 官歴
『続日本紀』による。
- 時期不詳：正六位上。美濃介
- 天平神護元年（764年）11月23日：従五位下
- 神護景雲2年（768年）2月18日：侍従兼式部少輔
- 時期不詳：従五位上
- 神護景雲3年（769年）2月3日：正五位下。8月19日：兼大和守。11月9日：正五位上
- 神護景雲4年（770年）6月3日：式部大輔。7月21日：従四位下。8月4日：装束司（称徳天皇崩御）。8月22日：兼丹波守。10月1日：従四位上
- 宝亀2年（771年）正月23日：兼皇后宮大夫。閏3月1日：式部大輔兼近江守
- 宝亀5年（774年）3月5日：治部卿
- 宝亀6年（775年）正月16日：正四位下
- 宝亀7年（776年）正月7日：正四位上。3月6日：兼衛門督
- 宝亀8年（777年）10月13日：参議
- 時期不詳：兵部卿兼侍従
- 天応元年（781年）5月25日：兼下総守。7月10日：兵部卿。10月13日：従三位。12月23日：装束司（光仁上皇崩御）
- 延暦4年（785年） 6月20日：薨去（参議兵部卿従三位兼侍従下総守）

## 系譜
『尊卑分脈』による。
- 父：藤原永手
- 母：藤原鳥養の娘
- 妻：藤原良継の娘
  - 男子：藤原三起[3][4]
- 妻：鷹高佐美丸の娘
  - 男子：藤原吉継
- 生母不詳の子女
  - 男子：藤原上列
  - 男子：藤原末茂
  - 女子：藤原仲子 - 桓武天皇女御